# پاتریشا مک‌فیرسون
پاتریشا مک‌فیرسون (انگلیسی: Patricia McPherson؛ زادهٔ ۲۷ نوامبر ۱۹۵۴) یک هنرپیشه اهل ایالات متحده آمریکا است.
از فیلم‌ها یا برنامه‌های تلویزیونی که وی در آن نقش داشته‌است می‌توان به نایت رایدر اشاره کرد.